# 20813 Аакашшах
20813 Аакашшах (2000 SB274, 1976 GB7, 1998 HV51, 20813 Aakashshah) — астероїд головного поясу, відкритий 28 вересня 2000 року.
Тіссеранів параметр щодо Юпітера — 3,368.